# باوپهال اپازیلا
باوپهال اپازیلا (به لاتین: Bauphal Upazila) یک منطقهٔ مسکونی در بنگلادش است که در ناحیه پتوکالی واقع شده‌است. باوپهال اپازیلا ۴۸۶٫۹۱ کیلومتر مربع مساحت و ۳۰۴٬۹۵۹ نفر جمعیت دارد.